# Johann Schnell (Politiker)
Johann («Hans») Schnell (* 1793 in Burgdorf; † 27. August 1865 in Burgdorf) war ein Schweizer Arzt, Naturwissenschaftler und liberaler Politiker im Kanton Bern in der Regenerationszeit.

## Leben
Johann bzw. Hans Schnell war der jüngste von drei Söhnen des Burgdorfer Juristen Johann Schnell (1751–1827), der sich im Kanton Bern als Anhänger der Helvetischen Republik einen Namen in der liberalen Bewegung gemacht hatte. Die drei Brüder Johann Ludwig, Karl und Hans waren als Gebrüder Schnell bekannt.
Hans Schnell besuchte die von Johann Heinrich Pestalozzi im Schloss Burgdorf betriebene Erziehungsanstalt und studierte anschliessend Medizin in Tübingen, wo er 1815 promovierte. Über Paris und London kehrte er nach Burgdorf zurück, um als Arzt zu praktizieren. 1827 erhielt er die Professur für Naturgeschichte und Botanik an der Akademie Bern.
Die liberale Regeneration im Kanton Bern, die von seinem älteren Bruder Johann Ludwig mit angestossen worden war, veranlasste Hans Schnell zum Eintritt in die Politik. Anlässlich der Volksversammlungen der liberalen Bewegung in Burdorf und Münsingen im Winter 1830/1831 machte er sich einen Namen als Volksredner. Nach der erfolgreichen liberalen Umwälzung besass Hans Schnell zusammen mit seinem Bruder Karl innerhalb der liberalen Bewegung beträchtlichen Einfluss, galt zeitweise sogar als deren Führer. Er nahm jedoch keine offiziellen Ämter an. 1834 trat er auch von seiner Stelle als Professor zurück. 1835 übernahm er während der Tagsatzung in Zürich die Vertretung des Kantons Bern.
Als leidenschaftlicher Liberaler unterstützte Hans Schnell die revolutionären Bewegungen in Polen, Italien und Deutschland und setzte sich für die Befreiung Griechenlands ein. Er setzte sich für die zahlreichen Emigranten in der Schweiz ein. Als es über der Emigrantenfrage zu Zerwürfnissen innerhalb der liberalen Bewegung kam, liess er sich 1837 zum Landammann des Kantons Bern wählen. Im Napoleonhandel 1838 setzte sich Hans Schnell für die Auslieferung von Charles Louis Napoléon Bonaparte an Frankreich ein, um einen Krieg zu vermeiden. Als der Grosse Rat gegen seinen Willen die Auslieferung verweigerte und bereit war, darüber einen Krieg mit Frankreich zu riskieren, trat Hans Schnell von seinem Amt als Landammann zurück.
Nach seiner Rückkehr nach Burgdorf betrieb er dort eine Apotheke und eine chemische Fabrik. 1846 wandte er sich gegen die Radikalen und publizierte eine Schrift über die Freischarenzüge.

## Anmerkung
1. ↑  Getauft am 28. April 1793.

| Personendaten    | Personendaten                                                 |
| ---------------- | ------------------------------------------------------------- |
| NAME             | Schnell, Johann                                               |
| ALTERNATIVNAMEN  | Schnell, Hans                                                 |
| KURZBESCHREIBUNG | Schweizer Arzt, Naturwissenschaftler und Politiker (Liberale) |
| GEBURTSDATUM     | 1793                                                          |
| GEBURTSORT       | Burgdorf                                                      |
| STERBEDATUM      | 27. August 1865                                               |
| STERBEORT        | Burgdorf                                                      |